# Raghunathpur (PS-Magra)
Raghunathpur (PS-Magra) è una suddivisione dell'India, classificata come census town, di 14.109 abitanti, situata nel distretto di Hooghly, nello stato federato del Bengala Occidentale. In base al numero di abitanti la città rientra nella classe IV (da 10.000 a 19.999 persone)
. L'acronimo PS sta per Police Station.

## Geografia fisica
La città è situata a 23° 00' 59 N e 88° 24' 10 E.

## Società

### Evoluzione demografica
Al censimento del 2001 la popolazione di Raghunathpur (PS-Magra) assommava a 14.109 persone, delle quali 7.583 maschi e 6.526 femmine. I bambini di età inferiore o uguale ai sei anni assommavano a 1.574, dei quali 836 maschi e 738 femmine. Infine, coloro che erano in grado di saper almeno leggere e scrivere erano 10.537, dei quali 6.176 maschi e 4.361 femmine.